# Dirka po Španiji 2021
Dirka po Španiji 2021 (špansko Vuelta a España 2021) je 76. izvedba dirke po Španiji, tritedenske moške cestne kolesarske etapne dirke. Začela se je 14. avgusta v Burgosu in končala 5. septembra v Santiagu de Compostela. Sodelovalo je 184 kolesarjev iz 23-ih ekip. Rdečo majico je tretjič zapored osvojil Primož Roglič (Team Jumbo–Visma), drugo mesto Enric Mas (Movistar Team), tretje pa Jack Haig (Team Bahrain Victorious). Zeleno majico je osvojil Fabio Jakobsen (Deceuninck–Quick-Step), pikčasto majico je osvojil Michael Storer (Team DSM), belo majico pa Gino Mäder (Team Bahrain Victorious).

## Ekipe
UCI WorldTeams
- AG2R Citroën Team
- Astana–Premier Tech
- Bora–Hansgrohe
- Cofidis
- Deceuninck–Quick-Step
- EF Education–Nippo
- Groupama–FDJ
- Ineos Grenadiers
- Intermarché–Wanty–Gobert Matériaux
- Israel Start-Up Nation
- Lotto–Soudal
- Movistar Team
- Team Bahrain Victorious
- Team BikeExchange
- Team DSM
- Team Jumbo–Visma
- Team Qhubeka NextHash
- Trek–Segafredo
- UAE Team Emirates

UCI ProTeams
- Alpecin–Fenix
- Burgos BH
- Caja Rural–Seguros RGA
- Euskaltel–Euskadi

## Etape
| Etapa  | Datum        | Štart/Cilj                                                       | Razdalja    | Tip     | Tip                    | Zmagovalec                |
| ------ | ------------ | ---------------------------------------------------------------- | ----------- | ------- | ---------------------- | ------------------------- |
| 1      | 14. avgust   | Burgos — Burgos                                                  | 7,1 km      |         | posamični kronometer   | Primož Roglič (SLO)       |
| 2      | 15. avgust   | Caleruega — Burgos                                               | 166,7 km    |         | ravninska etapa        | Jasper Philipsen (BEL)    |
| 3      | 16. avgust   | Santo Domingo de Silos — Espinosa de los Monteros – Picón Blanco | 202,8 km    |         | gorska etapa           | Rein Taaramäe (EST)       |
| 4      | 17. avgust   | El Burgo de Osma — Molina de Aragón                              | 163,9 km    |         | ravninska etapa        | Fabio Jakobsen (NED)      |
| 5      | 18. avgust   | Tarancón — Albacete                                              | 184,4 km    |         | ravninska etapa        | Jasper Philipsen (BEL)    |
| 6      | 19. avgust   | Requena — Alto de Cullera                                        | 158,3 km    |         | hribovito-gorska etapa | Magnus Cort (DEN)         |
| 7      | 20. avgust   | Gandía — Balcón de Alicante                                      | 152 km      |         | gorska etapa           | Michael Storer (AUS)      |
| 8      | 21. avgust   | Santa Pola — La Manga del Mar Menor                              | 173,7 km    |         | ravninska etapa        | Fabio Jakobsen (NED)      |
| 9      | 22. avgust   | Puerto Lumbreras — Alto de Velefique                             | 188 km      |         | gorska etapa           | Damiano Caruso (ITA)      |
|        | 23. avgust   | Almería                                                          | dan počitka |         |                        |                           |
| 10     | 24. avgust   | Roquetas de Mar — Rincón de la Victoria                          | 189 km      |         | hribovita etapa        | Michael Storer (AUS)      |
| 11     | 25. avgust   | Antequera — Valdepeñas de Jaén                                   | 133,6 km    |         | hribovita etapa        | Primož Roglič (SLO)       |
| 12     | 26. avgust   | Jaén — Córdoba                                                   | 175 km      |         | hribovita etapa        | Magnus Cort (DEN)         |
| 13     | 27. avgust   | Belmez — Villanueva de la Serena                                 | 203,7 km    |         | ravninska etapa        | Florian Sénéchal (FRA)    |
| 14     | 28. avgust   | Don Benito — Pico Villuercas                                     | 165,7 km    |         | gorska etapa           | Romain Bardet (FRA)       |
| 15     | 29. avgust   | Navalmoral de la Mata — El Barraco                               | 197,5 km    |         | gorska etapa           | Rafał Majka (POL)         |
|        | 30. avgust   | Santander                                                        | dan počitka |         |                        |                           |
| 16     | 31. avgust   | Laredo — Santa Cruz de Bezana                                    | 180 km      |         | ravninska etapa        | Fabio Jakobsen (NED)      |
| 17     | 1. september | Unquera — Lagos de Covadonga                                     | 185,8 km    |         | gorska etapa           | Primož Roglič (SLO)       |
| 18     | 2. september | Salas — Alto del Gamoniteiro                                     | 162,6 km    |         | gorska etapa           | Miguel Ángel López (COL)  |
| 19     | 3. september | Tapia — Monforte de Lemos                                        | 191,2 km    |         | hribovita etapa        | Magnus Cort (DEN)         |
| 20     | 4. september | Sanxenxo — Mos (Castro de Herville)                              | 202,2 km    |         | gorska etapa           | Clément Champoussin (FRA) |
| 21     | 5. september | Padrón — Santiago de Compostela                                  | 33,8 km     |         | posamični kronometer   | Primož Roglič (SLO)       |
| Skupaj | Skupaj       | Skupaj                                                           | 3417 km     | 3417 km | 3417 km                | 3417 km                   |

## Razvrstitev po klasifikacijah
| Etapa  | Zmagovalec          | Rdeča majica ·       | Zelena majica ·  | Pikčasta majica · | Bela majica ·  | Ekipno ·                | Borbenost ·     |
| ------ | ------------------- | -------------------- | ---------------- | ----------------- | -------------- | ----------------------- | --------------- |
| 1      | Primož Roglič       | Primož Roglič        | Primož Roglič    | Sepp Kuss         | Andrea Bagioli | Team Jumbo–Visma        | brez            |
| 2      | Jasper Philipsen    | Primož Roglič        | Jasper Philipsen | Sepp Kuss         | Andrea Bagioli | Team Jumbo–Visma        | Diego Rubio     |
| 3      | Rein Taaramäe       | Rein Taaramäe        | Jasper Philipsen | Rein Taaramäe     | Egan Bernal    | UAE Team Emirates       | Julen Amezqueta |
| 4      | Fabio Jakobsen      | Rein Taaramäe        | Fabio Jakobsen   | Rein Taaramäe     | Egan Bernal    | UAE Team Emirates       | Ángel Madrazo   |
| 5      | Jasper Philipsen    | Kenny Elissonde      | Jasper Philipsen | Rein Taaramäe     | Egan Bernal    | UAE Team Emirates       | Oier Lazkano    |
| 6      | Magnus Cort         | Primož Roglič        | Jasper Philipsen | Rein Taaramäe     | Egan Bernal    | Movistar Team           | Joan Bou        |
| 7      | Michael Storer      | Primož Roglič        | Jasper Philipsen | Pavel Sivakov     | Egan Bernal    | Movistar Team           | Michael Storer  |
| 8      | Fabio Jakobsen      | Primož Roglič        | Fabio Jakobsen   | Pavel Sivakov     | Egan Bernal    | Movistar Team           | Aritz Bagües    |
| 9      | Damiano Caruso      | Primož Roglič        | Fabio Jakobsen   | Damiano Caruso    | Egan Bernal    | Movistar Team           | Julen Amezqueta |
| 10     | Michael Storer      | Odd Christian Eiking | Fabio Jakobsen   | Damiano Caruso    | Egan Bernal    | Ineos Grenadiers        | Matteo Trentin  |
| 11     | Primož Roglič       | Odd Christian Eiking | Fabio Jakobsen   | Damiano Caruso    | Egan Bernal    | Ineos Grenadiers        | Jonathan Lastra |
| 12     | Magnus Cort         | Odd Christian Eiking | Fabio Jakobsen   | Damiano Caruso    | Egan Bernal    | Ineos Grenadiers        | Julen Amezqueta |
| 13     | Florian Sénéchal    | Odd Christian Eiking | Fabio Jakobsen   | Damiano Caruso    | Egan Bernal    | Ineos Grenadiers        | Álvaro Cuadros  |
| 14     | Romain Bardet       | Odd Christian Eiking | Fabio Jakobsen   | Romain Bardet     | Egan Bernal    | Ineos Grenadiers        | Daniel Navarro  |
| 15     | Rafał Majka         | Odd Christian Eiking | Fabio Jakobsen   | Romain Bardet     | Egan Bernal    | Ineos Grenadiers        | Rafał Majka     |
| 16     | Fabio Jakobsen      | Odd Christian Eiking | Fabio Jakobsen   | Romain Bardet     | Egan Bernal    | Ineos Grenadiers        | Jetse Bol       |
| 17     | Primož Roglič       | Primož Roglič        | Fabio Jakobsen   | Romain Bardet     | Egan Bernal    | Team Bahrain Victorious | Egan Bernal     |
| 18     | Miguel Ángel López  | Primož Roglič        | Fabio Jakobsen   | Michael Storer    | Egan Bernal    | Team Bahrain Victorious | Michael Storer  |
| 19     | Magnus Cort         | Primož Roglič        | Fabio Jakobsen   | Michael Storer    | Egan Bernal    | Team Bahrain Victorious | Andreas Kron    |
| 20     | Clément Champoussin | Primož Roglič        | Fabio Jakobsen   | Michael Storer    | Gino Mäder     | Team Bahrain Victorious | Ryan Gibbons    |
| 21     | Primož Roglič       | Primož Roglič        | Fabio Jakobsen   | Michael Storer    | Gino Mäder     | Team Bahrain Victorious | brez            |
| Skupno | Skupno              | Primož Roglič        | Fabio Jakobsen   | Michael Storer    | Gino Mäder     | Team Bahrain Victorious | Magnus Cort     |

## Končna razvrstitev
| Legenda | Legenda                                    | Legenda | Legenda                                   |
| ------- | ------------------------------------------ | ------- | ----------------------------------------- |
|         | Predstavlja vodilnega v skupnem seštevku   |         | Predstavlja najboljšega mladega kolesarja |
|         | Predstavlja vodilnega po točkah            |         | Predstavlja vodilne v ekipnem seštevku    |
|         | Predstavlja vodilnega v gorski razvrstitvi |         | Predstavlja najbolj borbenega kolesarja   |

### Rdeča majica
| Poz. | Kolesar                   | Ekipa                   | Čas         |
| ---- | ------------------------- | ----------------------- | ----------- |
| 1    | Primož Roglič (SLO)       | Team Jumbo–Visma        | 83h 55' 29" |
| 2    | Enric Mas (ESP)           | Movistar Team           | + 4' 42"    |
| 3    | Jack Haig (AUS)           | Team Bahrain Victorious | + 7' 40"    |
| 4    | Adam Yates (GBR)          | Ineos Grenadiers        | + 9' 06"    |
| 5    | Gino Mäder (SUI)          | Team Bahrain Victorious | + 11' 33"   |
| 6    | Egan Bernal (COL)         | Ineos Grenadiers        | + 13' 27"   |
| 7    | David de la Cruz (ESP)    | UAE Team Emirates       | + 18' 33"   |
| 8    | Sepp Kuss (USA)           | Team Jumbo–Visma        | + 18' 55"   |
| 9    | Guillaume Martin (FRA)    | Cofidis                 | + 20' 27"   |
| 10   | Felix Großschartner (AUT) | Bora–Hansgrohe          | + 22' 22"   |

| Skupna razvrstitev kolesarjev (11–142) | Skupna razvrstitev kolesarjev (11–142) | Skupna razvrstitev kolesarjev (11–142) | Skupna razvrstitev kolesarjev (11–142) |
| Poz.                                   | Kolesar                                | Ekipa                                  | Čas                                    |
| -------------------------------------- | -------------------------------------- | -------------------------------------- | -------------------------------------- |
| 11                                     | Odd Christian Eiking (NOR)             | Intermarché–Wanty–Gobert Matériaux     | + 25' 14"                              |
| 12                                     | Steven Kruijswijk (NED)                | Team Jumbo–Visma                       | + 26' 42"                              |
| 13                                     | Juan Pedro López (ESP)                 | Trek–Segafredo                         | + 31' 21"                              |
| 14                                     | Geoffrey Bouchard (FRA)                | AG2R Citroën Team                      | + 49' 09"                              |
| 15                                     | Rémy Rochas (FRA)                      | Cofidis                                | + 52' 32"                              |
| 16                                     | Clément Champoussin (FRA)              | AG2R Citroën Team                      | + 57' 29"                              |
| 17                                     | Damiano Caruso (ITA)                   | Team Bahrain Victorious                | + 1h 05' 31"                           |
| 18                                     | Sam Oomen (NED)                        | Team Jumbo–Visma                       | + 1h 09' 25"                           |
| 19                                     | Óscar Cabedo (ESP)                     | Burgos BH                              | + 1h 12' 43"                           |
| 20                                     | Steff Cras (BEL)                       | Lotto–Soudal                           | + 1h 22' 06"                           |
| 21                                     | Rafał Majka (POL)                      | UAE Team Emirates                      | + 1h 22' 14"                           |
| 22                                     | Gianluca Brambilla (ITA)               | Trek–Segafredo                         | + 1h 22' 38"                           |
| 23                                     | Wout Poels (NED)                       | Team Bahrain Victorious                | + 1h 34' 52"                           |
| 24                                     | Daniel Navarro (ESP)                   | Burgos BH                              | + 1h 37' 26"                           |
| 25                                     | Romain Bardet (FRA)                    | Team DSM                               | + 1h 37' 27"                           |
| 26                                     | Ion Izagirre (ESP)                     | Astana–Premier Tech                    | + 1h 37' 47"                           |
| 27                                     | Gorka Izagirre (ESP)                   | Astana–Premier Tech                    | + 1h 39' 03"                           |
| 28                                     | Jan Hirt (CZE)                         | Intermarché–Wanty–Gobert Matériaux     | + 1h 42' 39"                           |
| 29                                     | Simone Petilli (ITA)                   | Intermarché–Wanty–Gobert Matériaux     | + 1h 45' 51"                           |
| 30                                     | Luis Ángel Maté (ESP)                  | Euskaltel–Euskadi                      | + 1h 48' 17"                           |
| 31                                     | Mikel Nieve (ESP)                      | Team BikeExchange                      | + 1h 56' 31"                           |
| 32                                     | Jefferson Alveiro Cepeda (ECU)         | Caja Rural–Seguros RGA                 | + 1h 58' 54"                           |
| 33                                     | Lilian Calmejane (FRA)                 | AG2R Citroën Team                      | + 2h 03' 52"                           |
| 34                                     | Martijn Tusveld (NED)                  | Team DSM                               | + 2h 04' 06"                           |
| 35                                     | Pavel Sivakov (RUS)                    | Ineos Grenadiers                       | + 2h 04' 47"                           |
| 36                                     | Ryan Gibbons (RSA)                     | UAE Team Emirates                      | + 2h 05' 50"                           |
| 37                                     | Gotzon Martín (ESP)                    | Euskaltel–Euskadi                      | + 2h 10' 39"                           |
| 38                                     | Jesús Herrada (ESP)                    | Cofidis                                | + 2h 16' 48"                           |
| 39                                     | Joe Dombrowski (USA)                   | UAE Team Emirates                      | + 2h 17' 20"                           |
| 40                                     | Michael Storer (AUS)                   | Team DSM                               | + 2h 22' 45"                           |
| 41                                     | Jan Polanc (SLO)                       | UAE Team Emirates                      | + 2h 22' 55"                           |
| 42                                     | Koen Bouwman (NED)                     | Team Jumbo–Visma                       | + 2h 24' 30"                           |
| 43                                     | Julen Amezqueta (ESP)                  | Caja Rural–Seguros RGA                 | + 2h 25' 16"                           |
| 44                                     | Andrej Zeic (KAZ)                      | Team BikeExchange                      | + 2h 27' 52"                           |
| 45                                     | Mikaël Cherel (FRA)                    | AG2R Citroën Team                      | + 2h 30' 26"                           |
| 46                                     | Mikel Bizkarra (ESP)                   | Euskaltel–Euskadi                      | + 2h 30' 33"                           |
| 47                                     | Ben Zwiehoff (GER)                     | Bora–Hansgrohe                         | + 2h 32' 29"                           |
| 48                                     | Floris De Tier (BEL)                   | Alpecin–Fenix                          | + 2h 37' 18"                           |
| 49                                     | Nick Schultz (AUS)                     | Team BikeExchange                      | + 2h 39' 13"                           |
| 50                                     | Jens Keukeleire (BEL)                  | EF Education–Nippo                     | + 2h 48' 20"                           |
| 51                                     | Fabio Aru (ITA)                        | Team Qhubeka NextHash                  | + 2h 49' 04"                           |
| 52                                     | Nicolas Prodhomme (FRA)                | Cofidis                                | + 2h 53' 05"                           |
| 53                                     | Diego Camargo (COL)                    | EF Education–Nippo                     | + 2h 53' 47"                           |
| 54                                     | Lucas Hamilton (AUS)                   | Team BikeExchange                      | + 2h 56' 47"                           |
| 55                                     | Rein Taaramäe (EST)                    | Intermarché–Wanty–Gobert Matériaux     | + 2h 58' 46"                           |
| 56                                     | José Joaquín Rojas (ESP)               | Movistar Team                          | + 3h 02' 19"                           |
| 57                                     | José Herrada (ESP)                     | Cofidis                                | + 3h 05' 54"                           |
| 58                                     | Anthony Roux (FRA)                     | Groupama–FDJ                           | + 3h 07' 54"                           |
| 59                                     | Mark Padun (UKR)                       | Team Bahrain Victorious                | + 3h 09' 46"                           |
| 60                                     | Mikel Iturria (ESP)                    | Euskaltel–Euskadi                      | + 3h 14' 26"                           |
| 61                                     | Thymen Arensman (NED)                  | Team DSM                               | + 3h 14' 59"                           |
| 62                                     | Robert Gesink (NED)                    | Team Jumbo–Visma                       | + 3h 15' 18"                           |
| 63                                     | Ángel Madrazo (ESP)                    | Burgos BH                              | + 3h 15' 38"                           |
| 64                                     | Chris Hamilton (AUS)                   | Team DSM                               | + 3h 18' 33"                           |
| 65                                     | Stan Dewulf (BEL)                      | AG2R Citroën Team                      | + 3h 21' 21"                           |
| 66                                     | Imanol Erviti (ESP)                    | Movistar Team                          | + 3h 28' 24"                           |
| 67                                     | Tom Pidcock (GBR)                      | Ineos Grenadiers                       | + 3h 31' 54"                           |
| 68                                     | Andreas Kron (DEN)                     | Lotto–Soudal                           | + 3h 34' 35"                           |
| 69                                     | Lawson Craddock (USA)                  | EF Education–Nippo                     | + 3h 36' 48"                           |
| 70                                     | Michael Matthews (AUS)                 | Team BikeExchange                      | + 3h 39' 31"                           |
| 71                                     | Jetse Bol (NED)                        | Burgos BH                              | + 3h 39' 48"                           |
| 72                                     | Nelson Oliveira (POR)                  | Movistar Team                          | + 3h 39' 49"                           |
| 73                                     | Jay Vine (AUS)                         | Alpecin–Fenix                          | + 3h 40' 31"                           |
| 74                                     | Rui Oliveira (POR)                     | UAE Team Emirates                      | + 3h 42' 10"                           |
| 75                                     | Ander Okamika (ESP)                    | Burgos BH                              | + 3h 43' 42"                           |
| 76                                     | Olivier Le Gac (FRA)                   | Groupama–FDJ                           | + 3h 44' 56"                           |
| 77                                     | Magnus Cort (DEN)                      | EF Education–Nippo                     | + 3h 46' 48"                           |
| 78                                     | Álvaro Cuadros (ESP)                   | Caja Rural–Seguros RGA                 | + 3h 46' 50"                           |
| 79                                     | Damien Touzé (FRA)                     | AG2R Citroën Team                      | + 3h 47' 28"                           |
| 80                                     | Matteo Trentin (ITA)                   | UAE Team Emirates                      | + 3h 47' 40"                           |
| 81                                     | Antonio Jesús Soto (ESP)               | Euskaltel–Euskadi                      | + 3h 50' 05"                           |
| 82                                     | Nathan Van Hooydonck (BEL)             | Team Jumbo–Visma                       | + 3h 50' 19"                           |
| 83                                     | Sylvain Moniquet (BEL)                 | Lotto–Soudal                           | + 3h 52' 10"                           |
| 84                                     | Pelayo Sánchez (ESP)                   | Burgos BH                              | + 3h 52' 29"                           |
| 85                                     | Kevin Geniets (LUX)                    | Groupama–FDJ                           | + 3h 52' 41"                           |
| 86                                     | James Piccoli (CAN)                    | Israel Start-Up Nation                 | + 3h 52' 52"                           |
| 87                                     | Aritz Bagües (ESP)                     | Caja Rural–Seguros RGA                 | + 3h 53' 02"                           |
| 88                                     | Maxim Van Gils (BEL)                   | Lotto–Soudal                           | + 3h 53' 55"                           |
| 89                                     | Fernando Barceló (ESP)                 | Cofidis                                | + 3h 55' 36"                           |
| 90                                     | Andrea Bagioli (ITA)                   | Deceuninck–Quick-Step                  | + 3h 58' 45"                           |
| 91                                     | Jurij Natarov (KAZ)                    | Astana–Premier Tech                    | + 4h 02' 04"                           |
| 92                                     | Eddy Finé (FRA)                        | Cofidis                                | + 4h 04' 47"                           |
| 93                                     | Guy Niv (ISR)                          | Israel Start-Up Nation                 | + 4h 06' 37"                           |
| 94                                     | Jan Tratnik (SLO)                      | Team Bahrain Victorious                | + 4h 07' 22"                           |
| 95                                     | Damien Howson (AUS)                    | Team BikeExchange                      | + 4h 10' 16"                           |
| 96                                     | Arnaud Démare (FRA)                    | Groupama–FDJ                           | + 4h 16' 42"                           |
| 97                                     | Clément Venturini (FRA)                | AG2R Citroën Team                      | + 4h 18' 28"                           |
| 98                                     | Salvatore Puccio (ITA)                 | Ineos Grenadiers                       | + 4h 18' 54"                           |
| 99                                     | Tobias Ludvigsson (SWE)                | Groupama–FDJ                           | + 4h 19' 24"                           |
| 100                                    | James Knox (GBR)                       | Deceuninck–Quick-Step                  | + 4h 20' 47"                           |
| 101                                    | Mauri Vansevenant (BEL)                | Deceuninck–Quick-Step                  | + 4h 21' 19"                           |
| 102                                    | Anton Palzer (GER)                     | Bora–Hansgrohe                         | + 4h 22' 19"                           |
| 103                                    | Joan Bou (ESP)                         | Euskaltel–Euskadi                      | + 4h 22' 43"                           |
| 104                                    | Dylan Sunderland (AUS)                 | Team Qhubeka NextHash                  | + 4h 24' 21"                           |
| 105                                    | Dimitri Claeys (BEL)                   | Team Qhubeka NextHash                  | + 4h 27' 40"                           |
| 106                                    | Carlos Canal (ESP)                     | Burgos BH                              | + 4h 28' 30"                           |
| 107                                    | Cesare Benedetti (ITA)                 | Bora–Hansgrohe                         | + 4h 30' 10"                           |
| 108                                    | Antonio Nibali (ITA)                   | Trek–Segafredo                         | + 4h 30' 22"                           |
| 109                                    | Luka Mezgec (SLO)                      | Team BikeExchange                      | + 4h 30' 30"                           |
| 110                                    | Wesley Kreder (NED)                    | Intermarché–Wanty–Gobert Matériaux     | + 4h 34' 38"                           |
| 111                                    | Xabier Azparren (ESP)                  | Euskaltel–Euskadi                      | + 4h 36' 40"                           |
| 112                                    | Patrick Gamper (AUT)                   | Bora–Hansgrohe                         | + 4h 38' 23"                           |
| 113                                    | Chad Haga (USA)                        | Team DSM                               | + 4h 38' 46"                           |
| 114                                    | Nico Denz (GER)                        | Team DSM                               | + 4h 42' 09"                           |
| 115                                    | Harm Vanhoucke (BEL)                   | Lotto–Soudal                           | + 4h 42' 31"                           |
| 116                                    | Jukija Araširo (JPN)                   | Team Bahrain Victorious                | + 4h 42' 59"                           |
| 117                                    | Alexander Krieger (GER)                | Alpecin–Fenix                          | + 4h 47' 15"                           |
| 118                                    | Florian Sénéchal (FRA)                 | Deceuninck–Quick-Step                  | + 4h 48' 14"                           |
| 119                                    | Robert Stannard (AUS)                  | Team BikeExchange                      | + 4h 48' 56"                           |
| 120                                    | Alex Kirsch (LUX)                      | Trek–Segafredo                         | + 4h 50' 22"                           |
| 121                                    | Florian Vermeersch (BEL)               | Lotto–Soudal                           | + 4h 57' 09"                           |
| 122                                    | Edward Planckaert (BEL)                | Alpecin–Fenix                          | + 5h 03' 10"                           |
| 123                                    | Piet Allegaert (BEL)                   | Cofidis                                | + 5h 03' 48"                           |
| 124                                    | Quinn Simmons (USA)                    | Trek–Segafredo                         | + 5h 06' 02"                           |
| 125                                    | Tom Scully (NZL)                       | EF Education–Nippo                     | + 5h 09' 47"                           |
| 126                                    | Kevin Van Melsen (BEL)                 | Intermarché–Wanty–Gobert Matériaux     | + 5h 10' 04"                           |
| 127                                    | Ramon Sinkeldam (NED)                  | Groupama–FDJ                           | + 5h 16' 27"                           |
| 128                                    | Lennard Hofstede (NED)                 | Team Jumbo–Visma                       | + 5h 20' 45"                           |
| 129                                    | Alberto Dainese (ITA)                  | Team DSM                               | + 5h 20' 50"                           |
| 130                                    | Connor Brown (NZL)                     | Team Qhubeka NextHash                  | + 5h 22' 42"                           |
| 131                                    | Bert-Jan Lindeman (NED)                | Team Qhubeka NextHash                  | + 5h 26' 43"                           |
| 132                                    | Jon Aberasturi (ESP)                   | Caja Rural–Seguros RGA                 | + 5h 29' 29"                           |
| 133                                    | Zdeněk Štybar (CZE)                    | Deceuninck–Quick-Step                  | + 5h 34' 14"                           |
| 134                                    | Scott Thwaites (GBR)                   | Alpecin–Fenix                          | + 5h 36' 20"                           |
| 135                                    | Sebastian Berwick (AUS)                | Israel Start-Up Nation                 | + 5h 37' 10"                           |
| 136                                    | Juan José Lobato (ESP)                 | Euskaltel–Euskadi                      | + 5h 45' 39"                           |
| 137                                    | Bert Van Lerberghe (BEL)               | Deceuninck–Quick-Step                  | + 5h 48' 13"                           |
| 138                                    | Riccardo Minali (ITA)                  | Intermarché–Wanty–Gobert Matériaux     | + 5h 50' 15"                           |
| 139                                    | Jordi Meeus (BEL)                      | Bora–Hansgrohe                         | + 5h 53' 36"                           |
| 140                                    | Martin Laas (EST)                      | Bora–Hansgrohe                         | + 6h 00' 28"                           |
| 141                                    | Fabio Jakobsen (NED)                   | Deceuninck–Quick-Step                  | + 6h 01' 24"                           |
| 142                                    | Josef Černý (CZE)                      | Deceuninck–Quick-Step                  | + 6h 03' 50"                           |

### Zelena majica
| Poz. | Kolesar                | Ekipa                 | Točke |
| ---- | ---------------------- | --------------------- | ----- |
| 1    | Fabio Jakobsen (NED)   | Deceuninck–Quick-Step | 250   |
| 2    | Primož Roglič (SLO)    | Team Jumbo–Visma      | 199   |
| 3    | Magnus Cort (DEN)      | EF Education–Nippo    | 161   |
| 4    | Matteo Trentin (ITA)   | UAE Team Emirates     | 145   |
| 5    | Enric Mas (ESP)        | Movistar Team         | 120   |
| 6    | Alberto Dainese (ITA)  | Team DSM              | 120   |
| 7    | Michael Matthews (AUS) | Team BikeExchange     | 114   |
| 8    | Andrea Bagioli (ITA)   | Deceuninck–Quick-Step | 101   |
| 9    | Egan Bernal (COL)      | Ineos Grenadiers      | 96    |
| 10   | Arnaud Démare (FRA)    | Groupama–FDJ          | 91    |

### Pikčasta majica
| Poz. | Kolesar              | Ekipa                   | Točke |
| ---- | -------------------- | ----------------------- | ----- |
| 1    | Michael Storer (AUS) | Team DSM                | 80    |
| 2    | Romain Bardet (FRA)  | Team DSM                | 61    |
| 3    | Primož Roglič (SLO)  | Team Jumbo–Visma        | 51    |
| 4    | Damiano Caruso (ITA) | Team Bahrain Victorious | 33    |
| 5    | Rafał Majka (POL)    | UAE Team Emirates       | 33    |
| 6    | Jack Haig (AUS)      | Team Bahrain Victorious | 23    |
| 7    | Sepp Kuss (USA)      | Team Jumbo–Visma        | 19    |
| 8    | Enric Mas (ESP)      | Movistar Team           | 17    |
| 9    | Egan Bernal (COL)    | Ineos Grenadiers        | 16    |
| 10   | Fabio Aru (ITA)      | Team Qhubeka NextHash   | 16    |

### Bela majica
| Poz. | Kolesar                        | Ekipa                   | Čas          |
| ---- | ------------------------------ | ----------------------- | ------------ |
| 1    | Gino Mäder (SUI)               | Team Bahrain Victorious | 84h 07' 02"  |
| 2    | Egan Bernal (COL)              | Ineos Grenadiers        | + 1' 54"     |
| 3    | Juan Pedro López (ESP)         | Trek–Segafredo          | + 19' 48"    |
| 4    | Rémy Rochas (FRA)              | Cofidis                 | + 40' 59"    |
| 5    | Clément Champoussin (FRA)      | AG2R Citroën Team       | + 45' 56"    |
| 6    | Steff Cras (BEL)               | Lotto–Soudal            | + 1h 10' 33" |
| 7    | Jefferson Alveiro Cepeda (ECU) | Caja Rural–Seguros RGA  | + 1h 47' 21" |
| 8    | Pavel Sivakov (RUS)            | Ineos Grenadiers        | + 1h 53' 14" |
| 9    | Gotzon Martín (ESP)            | Euskaltel–Euskadi       | + 1h 59' 06" |
| 10   | Michael Storer (AUS)           | Team DSM                | + 2h 11' 12" |

### Ekipna razvrstitev
| Poz. | Ekipa                              | Čas          |
| ---- | ---------------------------------- | ------------ |
| 1    | Team Bahrain Victorious            | 252h 19' 35" |
| 2    | Team Jumbo–Visma                   | + 7' 26"     |
| 3    | Ineos Grenadiers                   | + 32' 18"    |
| 4    | UAE Team Emirates                  | + 1h 05' 10" |
| 5    | Intermarché–Wanty–Gobert Matériaux | + 1h 15' 05" |
| 6    | Movistar Team                      | + 1h 17' 16" |
| 7    | AG2R Citroën Team                  | + 1h 43' 04" |
| 8    | Cofidis                            | + 2h 15' 39" |
| 9    | Trek–Segafredo                     | + 2h 38' 20" |
| 10   | Team DSM                           | + 2h 59' 49" |